# Ичасагуа
Ичасагуа (исп. Ichasagua) — последний гуанчский менсей (правитель) острова Тенерифе (Канарские острова, Испания).

## Биография
Первое письменное упоминание об этом менсее содержится в работе «История народа гуанчей» Хуана Бетанкура Альфонсо, который собрал большую часть своих данных из устных преданий, поэтому некоторые ученые сомневаются в их достоверности.
О происхождении Ичасагуа точных данных нет. Согласно «Истории народа гуанчей», он происходил из старой знати Адехе, не принявшей мирного соглашения Лос-Реалехос, и описывался как «энергичный воин, могучий и очень немногословный». Он не раз становился победителем гуанчских состязаний и считался смелым, спокойным и очень проницательным человеком.
В 1502 году гуанчи, не признавшие испанского господства, избрали Ичасагуа вождем всего острова. Восставшие обосновались в естественной крепости на вершине горы Роке дель Конде в муниципалитете Адехе (потом её стали называть «Роке де Ичасагуа» — исп. Roque de Ichasagua).
Тогда губернатор Алонсо Фернандес де Луго отправил в Адехе солдат, чтобы подавить восстание. Столкновения длились несколько месяцев, т.к. повстанцы нападали на испанцев лишь при численном превосходстве. Изменив тактику, Луго послал для переговоров группу крещёных гуанчей во главе с доном Педро, тогдашним менсеем Адехе. Когда послы прибыли к Ичасагуа, они напали и пронзили ему грудь кинжалом.
Известны некоторые его потомки — например, Хуан Гарсия Часагуа (исп. Juan García Chasagua), родившийся в конце XVI века, дважды женатый и имевший не менее троих детей.